# NGC 476
NGC 476 è una galassia lenticolare situata nella costellazione dei Pesci a una distanza di circa 261 milioni di anni luce dalla Terra.
Fu scoperta il 3 novembre 1864 da Albert Marth.